# باجناق
باجناق، باجناغ یا هم‌ریش نسبتی خانوادگی است که به شوهر خواهر همسر یک مرد گفته می‌شود. در فرهنگ معین باجناق «دو مردی که با دو خواهر ازدواج کرده باشند» معنی شده‌است.

## فیلم هایآمیزش جنسی مسئولان ایران
بعد از پخش فیلم های غیراخلاقی مسئولین حکومتی در ایران که تعدادی از آن‌ها رابطه جنسی بین دو باجناق بود، مفهوم باجناق در ادبیات فارسی عامیانه معنای طنز نیز پیدا کرده است. مدیرکل فرهنگ و ارشاد اسلامی استان گیلان اولین فرد بود که فیلم خصوصی رابطه جنسی‌اش با یک مرد منتشر شد. به فاصله مدتی بعد اخباری از یک آخوند، معاون وقت امر به معروف و نهی از منکر این استان نیز منتشر گردید که با یکی از اقوام مرد خود رابطه جنسی داشته‌است.